# Justiniano Casas Peláez
Justiniano Casas Peláez, född den 25 februari 1915 i Granucillo de Vidriales i Castilla y León i Spanien, död den 15 december 1998 i Zaragoza i Aragón i Spanien, var en spansk fysiker.

## Biografi
Justiniano Casas Peláez var doktor i fysik vid universitetet i Madrid, en titel han erhöll 1951. Han var professor i optik, dekanus vid fakulteten för vetenskap, rektor vid Universidad de Zaragoza och president för Consejo Superior de Investigaciones Científicas, CSIC. Casas erhöll guldmedalj vid Universidad de Zaragoza 1998. Han valdes till ledamot i Kungliga vetenskapsakademin i Zaragoza den 18 november 1956, inträdde i akademin den 6 februari 1957, och höll sitt invigningsanförande över bildning och utvärdering av den optiska bilden. Han var akademins president under perioden 1975 till 1984. Han skrev en bok om optik, känd bland studenterna som Casas, vilken tusentals spanska studenter har använt, och fortsätter att använda, som studieunderlag för utbildning inom optiken.